# Linia kolejowa nr 991
Linia kolejowa 991 – pierwszorzędna, jednotorowa, zelektryfikowana linia kolejowa, łącząca rejony SPA i SPC stacji Szczecin Port Centralny z bocznicą stacyjną Szczecin Port Centralny Lokomotywownia.
Linia w całości została uwzględniona w kompleksową i bazową towarową sieć transportową TEN-T.